# Bill Parcells
Duane Charles "Bill" Parcells (nascido em 22 de agosto de 1941), também conhecido como The Big Tuna, é um ex-treinador de futebol americano que treinou na National Football League (NFL) por 19 temporadas. Ele se destacou como treinador principal do New York Giants, a quem levou a dois títulos do Super Bowl. Mais tarde, Parcells foi treinador do New England Patriots, New York Jets e Dallas Cowboys. Ao longo de sua carreira, ele treinou equipes que estavam em um período de declínio e as transformaram em candidatos à pós-temporada. Ele é o único treinador da história da NFL a liderar quatro equipes para os playoffs e três equipes para uma Final de conferência.
Tornando-se o treinador principal dos Giants em 1983, Parcells assumiu uma franquia que se classificou para a pós-temporada apenas uma vez (1981) na última década e teve apenas um recorde de vitórias em suas últimas 10 temporadas. Parcells trouxe sucesso para a equipe e em quatro anos, guiou-os para sua primeira vitória no Super Bowl. Seu mandato com o Giants durou oito temporadas e terminou com uma segunda vitória no Super Bowl XXV. Após a vitória no Super Bowl, Parcells se aposentou como treinador em 1991.
Em 1993, Parcells saiu da aposentadoria para se tornar o treinador principal dos Patriots, outra franquia em dificuldades na época. Mais uma vez, Parcells mudou a sorte para a equipe e levou-os para o Super Bowl XXXI durante sua quarta temporada como treinador, embora o jogo terminou em derrota para os Patriots. Em meio a conflitos com o proprietário dos Patriots, Robert Kraft, ele deixou a franquia após a derrota no Super Bowl e se tornou o treinador dos Jets na temporada seguinte.
Sob o comando de Parcells, os Jets passaram de apenas uma vitória na temporada anterior para obter um recorde de vitórias e chegar a Final da AFC em seu segundo ano com a equipe.
Depois de três temporadas como treinador do Jets, Parcells se aposentou pela segunda vez em 1999, mas voltou ao futebol em 2003 para se tornar o treinador principal dos Cowboys. Ele treinou os Cowboys por quatro temporadas e ajudou-os a se classificar para os playoffs duas vezes, embora a equipe tenha sido eliminada na primeira rodada nas duas vezes. Após a derrota da equipe no Wild Card em 2006, Parcells se aposentou em 2007.
Desde sua aposentadoria, Parcells atualmente atua como analista da NFL para a ESPN e desde 2014, tem sido um consultor não oficial para o Cleveland Browns. Ele também foi vice-presidente de Operações de Futebol do Miami Dolphins, cargo que ocupou de 2008 a 2010. Em 2013, Parcells foi eleito para o Hall da Fama do Futebol Profissional.
Sua história de vida, Parcells: A Football Life foi co-autoria de Bill Parcells e do escritor Nunyo Demasio, um ex-repórter do Washington Post. A colaboração foi lançada pela Penguin Random House no final de 2014 e logo se tornou um best-seller do New York Times.

## Primeiros Anos
Parcells nasceu em Englewood, Nova Jersey, em 22 de agosto de 1941. Ele cresceu na cidade vizinha, Hasbrouck Heights. Sua mãe, Ida Parcells era dona de casa enquanto seu pai, Charles Parcells, jogava como quarterback na Universidade de Georgetown e trabalhava para o FBI antes de se tornar advogado da Uniroyal Tyres. Parcells é de origem irlandesa, escocesa, inglesa e italiana.
Antes de seu segundo ano no ensino médio, a família Parcells se mudou algumas milhas para o norte, para a cidade de Oradell, onde ele frequentou a Escola Regional de Ensino Médio River Dell. Enquanto ele estava no River Dell, ele era rotineiramente confundido com outro garoto chamado Bill. Como ele sempre repugnara seu nome, ele decidiu adotar Bill como seu apelido.
Ele e sua esposa moravam no sofisticado Upper Saddle River, Nova Jersey, que também abrigava a família Parcells.
Parcells foi um atleta quando jovem. Ele era grande para a sua idade, o que lhe permitiu tornar-se um jogador de destaque nas equipes de basquete, beisebol e futebol americano. Seu técnico de basquete na River Dell era Mickey Corcoran, a quem Parcells considera "ao lado de meu pai ... a influência mais importante em minha vida". Corcoran serviria Parcells como conselheiro e confidente durante toda a sua carreira de treinador.

## Carreira na Universidade
Ao se formar no ensino médio, Parcells chegou à Universidade de Colgate. Como um calouro, ele foi oferecido um contrato pelo Philadelphia Phillies da MLB. Seu pai desaprovou a carreira esportiva e queria que ele estudasse direito, então o jovem Parcells recusou a oferta.
Ele logo se transferiu para a Universidade Estadual de Wichita, onde jogou como linebacker e obteve um diploma de educação física.
Ele foi selecionado na sétima rodada do Draft de 1964 da NFL pelo Detroit Lions, mas foi dispensado pela equipe antes de jogar um único jogo da NFL.

## Carreira como técnico na Universidade
Parcells decidiu seguir uma carreira como técnico e começou sua carreira como assistente técnico em Hastings (1964) antes de passar para a Universidade Estadual de Wichita (1965), Academia Militar dos Estados Unidos (1966-1969), Universidade do Estado da Flórida (1970-72),  Vanderbilt (1973-1974) e Universidade de Tecnologia do Texas (1975-77). Em 1978, ele se tornou o treinador principal da Academia da Força Aérea dos Estados Unidos por uma temporada.
Enquanto servia como treinador de linebackers na Academia Militar dos Estados Unidos, Parcells também foi um assistente da equipe de basquete de Bob Knight durante a temporada de 1966-67, o que levou à sua amizade de longa data.

## Carreira como técnico profissional

### New York Giants
Em 1979, Parcells aceitou uma oferta para se tornar o coordenador defensivo do New York Giants sob o comando do treinador Ray Perkins, mas, antes da temporada começar, ele se demitiu e aceitou um emprego em uma empresa de desenvolvimento de terrenos no Colorado. Enquanto vivia no Colorado, Parcells tornou-se detentor de um bilhete de temporada do Denver Broncos. Ele descreveu esse ano como o mais miserável de sua vida.
Sentindo-se insatisfeito com sua vida longe do futebol americano, Parcells retornou ao esporte em 1980 como treinador de linebackers no New England Patriots sob o comando de Ron Erhardt.
Na temporada seguinte, Parcells foi abordado mais uma vez por Perkins para se juntar à equipe dos Giants como assistente técnico e Parcells aceitou a oferta. Quando Perkins anunciou, em 15 de dezembro de 1982, que deixaria os Giants no final da temporada para se tornar treinador e diretor esportivo da Universidade do Alabama, os Giants anunciaram que Parcells o sucederia como treinador principal.
Quando Parcells assumiu em 1983, os New York Giants eram uma equipe que havia postado apenas uma temporada vitoriosa nos dez anos anteriores. Em seu primeiro ano, ele tomou uma decisão controversa de botar o quarterback Phil Simms no banco e botar Scott Brunner como titular. O resultado foi uma temporada desastrosa que terminou com uma campanha de 3–12–1, durante a qual os Giants ofereceram o trabalho de Parcells ao técnico da Universidade de Miami, Howard Schnellenberger; no entanto, Schnellenberger recusou e Parcells permaneceu como treinador principal.
Após esta sombria primeira temporada, Parcells botou Simms como seu titular novamente. A campanha da equipe melhorou para 9–7 e 10–6 nos próximos dois anos e garantiu sua primeira participação consecutiva nos playoffs desde 1961–1963.
Na temporada de 1986, os Giants teve uma campanha de 14-2 e conquistou o primeiro de três títulos da divisão. Parcells, cuja defesa sufocante (conhecida como Big Blue Wrecking Crew) liderada por Lawrence Taylor, Carl Banks, Harry Carson e Leonard Marshall, e um ataque sob a direção de Phil Simms, derrotou o San Francisco 49ers por 49-3, o Washington Redskins por 17-0, antes de vencer o Denver Broncos por 39-20 no Super Bowl XXI. Parcells é creditado como o primeiro treinador a ser encharcado com Gatorade no Super Bowl, o que levou a uma tradição. Embora existam algumas alegações de que o técnico do Chicago Bears, Mike Ditka, tenha sido banhado um ano antes, o presidente da NFL Films, Steve Sabol, afirmou que não encontrou provas em nenhuma das imagens que analisou e que acredita que a tradição começou com Parcells e Jim Burt.
Após a vitória no Super Bowl, Parcells foi cortejado pelo Atlanta Falcons para se tornar o treinador principal e gerente geral. No entanto, o comissário da NFL, Pete Rozelle, não permitiria que Parcells quebrasse seu contrato com os Giants e ele permaneceu em Nova York.
Parcells levou os Giants a um segundo Super Bowl em 1990. Os Giants começaram a temporada de 1990 com 10-0 e terminaram com uma campanha de 13 a 3, mas perderam Simms devido a uma lesão no final da temporada. Os Giants derrotaram de forma convincente o Chicago Bears no playoff da divisão por 31-3 e venceram de forma dramática o San Francisco 49ers por 15-13 na Final da NFC. O Super Bowl XXV mostrou-se igualmente empolgante quando os Giants usaram uma defesa difícil para parar o Buffalo Bills e vencer por 20-19. Parcells retirou-se do futebol após o Super Bowl XXV devido a problemas de saúde.
Durante o período de treinador, os Giants garantiram três títulos de divisão (1986, 1989, 1990), tiveram apenas duas temporadas com mais derrotas (os Giants ficaram com 6-9 durante o ano de greve de 1987) e registraram uma campanha de 8-3 nos playoffs. Parcells, juntamente com o ex-treinador do Giants, Tom Coughlin, foram para os playoffs da NFL cinco vezes como treinador principal dos Giants e conquistaram dois títulos do Super Bowl.

### Primeira aposentadoria
Após a aposentadoria, Parcells trabalhou como analista de futebol da NBC Sports de 1991 a 1992. Ele também organizou um show esportivo em Nova York com Mike Francesa, intitulado Around the NFL.
Em 1992, Parcells fez um acordo para se tornar treinador do Tampa Bay Buccaneers. No último minuto, Parcells optou por não aceitar o emprego pois não sentiu que a situação estava certa naquele momento. O proprietário de Tampa Bay, Hugh Culverhouse, disse: "Eu sinto que fui abandonado no altar".

### New England Patriots
Depois de um hiato de dois anos, Parcells retornou à NFL em 1993 como treinador principal do New England Patriots. Dentro de dois anos, ele treinou a equipe para uma campanha de 10-6 e seu primeiro jogo de playoff em oito anos. Em 1996, ele liderou os Patriots para o seu primeiro título da divisão em 11 anos e apenas o segundo e terceiro jogos dos playoffs em casa na história da franquia. Os Patriots foram até o Super Bowl XXXI, mas perderam para o Green Bay Packers por 35 a 21 em Nova Orleans.
Parcells deixou os Patriots após desentendimentos com o proprietário Robert Kraft. Ele era efetivamente o gerente geral da equipe desde que chegara à Nova Inglaterra, mas achava que Kraft não permitiria a entrada dele nas decisões de escolha dos jogadores. Após a sua partida, Parcells declarou famosamente: "Eles querem que você prepare o jantar; pelo menos eles deveriam deixá-lo comprar algumas coisas. Ok?" Isto foi principalmente em referência a um incidente na sala dos Patriots durante o draft de 1996. Parcells queria selecionar o DE Tony Brackens na primeira rodada, mas foi vetado por Kraft. Eles finalmente selecionaram o WR Terry Glenn.

### New York Jets
Embora Parcells tivesse decidido deixar a Nova Inglaterra, seu contrato não permitia que ele treinasse em outro lugar. O New York Jets procurou Parcells para ser o seu treinador principal e gerente geral depois de uma campanha de 4-28 sob o comando de Rich Kotite. Para driblar as obrigações contratuais de Parcells, os Jets contrataram Bill Belichick (então o assistente número 1 de Parcells) como treinador do Jets e depois contrataram Parcells em um papel "consultivo". Os Patriots ameaçaram entrar com uma ação legal contra Parcells e os Jets mas o comissário da NFL Paul Tagliabue negociou um acordo entre os dois lados, com o New England liberando Parcells de seu contrato e o Jets dando a New England uma terceira e quarta rodada no próximo Draft. O proprietário do Jets, Leon Hess, deu a Parcells controle total sobre as operações de futebol, o principal ponto de discórdia em sua disputa com Kraft.
Parcells novamente orquestrou uma reviravolta notável em seu primeiro ano com os Jets. Em sua primeira temporada, a equipe perdeu os playoffs com uma campanha de 9-7 (os Jets tiveram 1-15 no ano anterior à chegada de Parcells). Em 1998, os Jets foram para os playoffs com uma campanha atual de 12-4, o que foi bom o suficiente para conseguir o segundo lugar na conferência e rendeu aos Jets seu terceiro jogo nos playoffs desde sua mudança para Nova Jersey em 1984. Eles perderam para o eventual campeão do Super Bowl, Denver Broncos, na Final da AFC.
Em 1999, as expectativas eram altas para os Jets irem ao Super Bowl. No entanto, o quarterback Vinny Testaverde rompeu o seu tendão de aquiles e os Jets terminaram a temporada com uma campanha de 8-8 e fora dos playoffs.
Em 1999, Parcells se aposentou do futebol pela segunda vez, prometendo que não voltaria mais a ser treinador. Ele permaneceu com os Jets mais um ano como gerente geral. Até o momento, ele é o único técnico do Jets a deixar o time com um recorde de vitórias depois de treinar pelo menos duas temporadas.

### Dallas Cowboys
Após três temporadas seguidas com uma campanha de 5-11, o dono do Dallas Cowboys, Jerry Jones, retirou Parcells da aposentadoria e o transformou no técnico principal em 2003.
Em sua primeira temporada com os Cowboys, ele levou-os para os playoffs com uma campanha de 10-6 (perdendo para o Carolina Panthers nos playoffs), fazendo dele o primeiro treinador da história da NFL a levar quatro equipes para os playoffs.
A temporada de 2004 foi de turbulência. O quarterback Quincy Carter foi dispensado por uso de drogas e foi contratado o veterano de 40 anos, Vinny Testaverde. Enquanto um favorito do treinador Parcells, Testaverde revelou-se ineficaz. Os Cowboys começaram forte mas rapidamente caíram e terminaram a temporada com uma campanha de 6-10.
Os Cowboys melhoraram a sua defesa antes da temporada de 2005 com as adições de picks de draft da primeira rodada, DeMarcus Ware e Marcus Spears. Jerry Jones também incluiu vários veteranos mais experientes, adquirindo Jason Ferguson e Anthony Henry, como agentes livres, e o linebacker Scott Fujita, do Kansas City Chiefs. No ataque, os Cowboys sentiram a necessidade de melhorar o seu jogo de passes e selecionaram Julius Jones no Draft de 2004 e adquirindo o quarterback Drew Bledsoe como agentes livres. Em 2005, o Cowboys tiveram uma campanha de 9-7 e não foram para os playoffs por um jogo.
Em 2006, os Cowboys assinaram o polêmico Terrell Owens, ex-jogador do Philadelphia Eagles. Owens, a quem Parcells nunca se referiu pelo nome, mas sim como "The Player", foi bem sucedido com a equipe. Na semana 7 da temporada de 2006, Parcells decidiu substituir o quarterback Drew Bledsoe por Tony Romo. Os Cowboys tiveram 6-4 com Romo como titular. Eles terminaram a temporada com uma campanha geral de 9-7, mas não conseguiram vencer a NFC East depois de uma derrota por 23-7 para o Philadelphia Eagles na semana 16. Eles conseguiram ir para os playoffs mas perderam por 21-20 para o Seattle Seahawks em 6 de janeiro.
Parcells terminaria sua passagem em Dallas com uma campanha de 34-30 e nenhum jogo de playoff ganho. A maior conquista de Parcells como treinador dos Cowboys foi o desenvolvimento de QB Tony Romo. Ele assinou contrato com Romo em 2003 e o transformou em um quarterback selecionado para o Pro Bowl em 2006.

#### Ganhando a estrela
Sempre conhecido por implantar estratégias psicológicas para tirar o máximo proveito de seus jogadores, Parcells determinou, em sua chegada em 2003, que ter a estrela do Cowboy no capacete era um privilégio reservado aos jogadores que pertenciam ao time e mandou que se removesse todas as estrelas dos capacetes dos novatos. O proprietário Jerry Jones adorou a ideia e apoiou entusiasticamente a decisão de Parcells. Desde então, todos os estreantes e novatos dos Cowboys devem se esforçar antes de colocar a estrela icônica permanentemente no capacete.
A prática de "ganhar a estrela" tornou-se um elemento permanente da tradição Cowboy, com todos os sucessores de Parcells adotando a prática. Com o surgimento da mídia social, #EarnTheStar e #EarningTheStar tornaram-se populares hashtags do Twitter para os fãs e jogadores do Cowboy.

### Terceira aposentadoria
Parcells entrou no ano final de seu contrato com o Cowboys em 2007 e vinha enfrentando dúvidas durante todo o ano se ele voltaria aos Cowboys. Imediatamente após a derrota dos Cowboys para os Seattle Seahawks, Parcells disse que não tinha certeza se voltaria em 2007, e os rumores sobre o futuro de Parcells aumentaram.
Em 9 de janeiro, o Newark Star Ledger informou, por meio de fontes anônimas, que Parcells havia contatado o New York Giants sobre sua posição de gerente geral disponível, mas os Giants não estavam interessados nos serviços de Parcells e ele no dia seguinte, rapidamente refutou qualquer interesse na posição dos Giants, afirmando: "Não há absolutamente nada. Quem disse é um mentiroso."
Em 22 de janeiro de 2007, ele anunciou sua aposentadoria como treinador dos Cowboys após 4 anos, aparentemente terminando sua carreira de treinador.
Evidentemente, ainda há dúvidas sobre suas razões específicas. Houve até relatos de que Parcells estava esperando por mais dinheiro e que o dono do Cowboys, Jerry Jones, simplesmente não achava que o desempenho de Parcells valesse o dinheiro que ele exigia para a próxima temporada.
Depois de se aposentar, Parcells se tornou um analista da ESPN. Este foi seu quarto período na rede, tendo trabalhado lá antes de aceitar o emprego em Dallas. Havia rumores de que a ESPN lhe ofereceu uma posição no Monday Night Football, mas Parcells recusou. (Também vale a pena notar que a ESPN ainda mantinha contrato com Parcells mesmo quando ele treinava os Cowboys).

### Miami Dolphins
Em 19 de dezembro de 2007, o Miami Herald informou que Parcells havia concordado em se tornar o novo vice-presidente executivo de Operações de Futebol dos Miami Dolphins. Apenas um dia antes, vazaram relatórios que ligavam Parcells à posição de vice-presidente de operações de futebol do Atlanta Falcons. No entanto, no dia seguinte, os Falcons anunciaram formalmente que Parcells havia recusado a oferta por causa de conversas com Miami.
Na primeira temporada como Vice-Presidente Executivo de Operações de Futebol, Parcells despediu o treinador Cam Cameron, o GM Randy Mueller, juntamente com alguns treinadores assistentes, após uma temporada que terminou com uma campanha de 1-15. Ele trouxe Jeff Ireland para o cargo de gerente geral e contratou Tony Sparano como técnico principal. Parcells, em seguida, assinou com mais de 20 jogadores pouco conhecidos no mercado de agentes livres.
Os Dolphins assinaram com o quarterback Chad Pennington (selecionado por Parcells no Draft em seus dias nos Jets), que havia sido cortado pelos Jets para dar lugar a Brett Favre.
Os Dolphins terminaram a temporada de 2008 com uma campanha de 11-5 e se tornou campeão da AFC East quando Pennington e os Dolphins derrotaram Favre e os Jets no último jogo da temporada. Eles terminaram com uma melhoria de 10 jogos em relação à temporada anterior, fazendo dos Dolphins um dos dois times da história da NFL a realizar uma virada de 10 jogos, sendo o outro o Indianapolis Colts de 1999. Foi também a primeira vez desde 2001 que os Dolphins foram para os playoffs. No entanto, eles perderam na primeira rodada para o Baltimore Ravens por 27-9.
Parcells deixou os Dolphins em 2010.

### Potencial retorno
Em março de 2012, Sean Payton, técnico do New Orleans Saints, foi suspenso por toda a temporada de 2012 por não reportar um sistema de recompensas estabelecido por sua defesa em 2009 e 2010. Após sua suspensão, Payton perguntou a seu ex-mentor Parcells se ele estaria interessado em preencher a vaga. Em 11 de abril de 2012, Parcells revelou em uma entrevista com Mike Tirico que ele havia decidido não se juntar ao Saints, mas ajudaria Sean Payton de qualquer maneira que pudesse.

## Estatísticas como treinador

### Universidade
| Air Force Falcons (NCAA Division I-A independent) (1978) |            |     |  |  |  |
| 1978                                                     | Air Force  | 3–8 |  |  |  |
| Air Force:                                               | Air Force: | 3–8 |  |  |  |
| Total:                                                   | Total:     | 3–8 |  |  |  |

### NFL
| Time      | Ano       | Temporada Regular | Temporada Regular | Temporada Regular | Temporada Regular | Temporada Regular | Pós-Temporada | Pós-Temporada | Pós-Temporada | Pós-Temporada                                        |
| Time      | Ano       | Vitórias          | Derrotas          | Empates           | %                 | Classificação     | Vitórias      | Derrotas      | %             | Resultado                                            |
| --------- | --------- | ----------------- | ----------------- | ----------------- | ----------------- | ----------------- | ------------- | ------------- | ------------- | ---------------------------------------------------- |
| NYG       | 1983      | 3                 | 12                | 1                 | .219              | 5th na NFC East   | –             | –             | –             | –                                                    |
| NYG       | 1984      | 9                 | 7                 | 0                 | .562              | 2nd in NFC East   | 1             | 1             | .500          | Perdeu para o San Francisco 49ers na Divisional Game |
| NYG       | 1985      | 10                | 6                 | 0                 | .625              | 2nd in NFC East   | 1             | 1             | .500          | Perdeu para o Chicago Bears no Divisional Game       |
| NYG       | 1986      | 14                | 2                 | 0                 | .875              | 1st in NFC East   | 3             | 0             | 1.000         | Campeão do Super Bowl XXI                            |
| NYG       | 1987      | 6                 | 9                 | 0                 | .400              | 5th in NFC East   | –             | –             | –             | –                                                    |
| NYG       | 1988      | 10                | 6                 | 0                 | .625              | 2nd in NFC East   | –             | –             | –             | –                                                    |
| NYG       | 1989      | 12                | 4                 | 0                 | .750              | 1st in NFC East   | 0             | 1             | .000          | Perdeu para o Los Angeles Rams no Divisional Game    |
| NYG       | 1990      | 13                | 3                 | 0                 | .812              | 1st in NFC East   | 3             | 0             | 1.000         | Campeão do Super Bowl XXV                            |
| NYG Total | NYG Total | 77                | 49                | 1                 | .611              |                   | 8             | 3             | .727          |                                                      |
| NE        | 1993      | 5                 | 11                | 0                 | .312              | 4th in AFC East   | –             | –             | –             | –                                                    |
| NE        | 1994      | 10                | 6                 | 0                 | .625              | 2nd in AFC East   | 0             | 1             | .000          | Perdeu para o Cleveland Browns no Wild-Card          |
| NE        | 1995      | 6                 | 10                | 0                 | .375              | 4th in AFC East   | –             | –             | –             | –                                                    |
| NE        | 1996      | 11                | 5                 | 0                 | .687              | 1st in AFC East   | 2             | 1             | .667          | Perdeu para o Green Bay Packers no Super Bowl XXXI   |
| NE Total  | NE Total  | 32                | 32                | 0                 | .500              |                   | 2             | 2             | .500          |                                                      |
| NYJ       | 1997      | 9                 | 7                 | 0                 | .562              | 3rd in AFC East   | –             | –             | –             | –                                                    |
| NYJ       | 1998      | 12                | 4                 | 0                 | .750              | 1st in AFC East   | 1             | 1             | .500          | Perdeu para o Denver Broncos na Final da AFC         |
| NYJ       | 1999      | 8                 | 8                 | 0                 | .500              | 4th in AFC East   | –             | –             | –             | –                                                    |
| NYJ Total | NYJ Total | 29                | 19                | 0                 | .604              |                   | 1             | 1             | .500          |                                                      |
| DAL       | 2003      | 10                | 6                 | 0                 | .625              | 2nd in NFC East   | 0             | 1             | .000          | Perdeu para o Carolina Panthers no Wild-Card         |
| DAL       | 2004      | 6                 | 10                | 0                 | .375              | 3rd in NFC East   | –             | –             | –             | –                                                    |
| DAL       | 2005      | 9                 | 7                 | 0                 | .562              | 3rd in NFC East   | –             | –             | –             | –                                                    |
| DAL       | 2006      | 9                 | 7                 | 0                 | .562              | 2nd in NFC East   | 0             | 1             | .000          | Perdeu para o Seattle Seahawks no Wild-Card          |
| DAL Total | DAL Total | 34                | 30                | 0                 | .531              |                   | 0             | 2             | .000          |                                                      |
| Total     | Total     | 172               | 130               | 1                 | .569              |                   | 11            | 8             | .578          |                                                      |